# Речов
Речов (њем. Retschow) општина је у њемачкој савезној држави Мекленбург-Западна Померанија. Једно је од 59 општинских средишта округа Бад Доберан. Према процјени из 2010. у општини је живјело 924 становника. Посједује регионалну шифру (AGS) 13051063.

## Географски и демографски подаци
Речов се налази у савезној држави Мекленбург-Западна Померанија у округу Бад Доберан. Општина се налази на надморској висини од 81 метра. Површина општине износи 18,9 km². У самом мјесту је, према процјени из 2010. године, живјело 924 становника. Просјечна густина становништва износи 49 становника/km².